# Instituto Internacional de Investigación sobre Políticas Alimentarias
El Instituto Internacional de Investigación sobre Políticas Alimentarias (IFPRI) es un centro internacional de investigación agrícola fundado al principio de la década de los 70 para mejorar la comprensión de las políticas agrícolas y alimentarias de los países, promoviendo así la adopción de innovaciones en tecnología agrícola. El IFPRI busca también comprender mejor el papel del desarrollo agrícola y rural en el desarrollo general de un país, además de buscar soluciones sostenibles para acabar con el hambre y la pobreza.
El IFPRI es parte de una red de institutos internacionales de investigación financiado en parte por el Grupo Consultivo para la Investigación Agrícola Internacional (CGIAR por su sigla en inglés), que a su vez es financiado por gobiernos, empresas, fundaciones privadas, y el Banco Mundial.

## Área de cobertura
IFPRI lleva a cabo investigaciones sobre política alimentaria y las difunde a través de cientos de publicaciones, boletines, conferencias y otras iniciativas. El IFPRI fue instituido como una organización no-gubernamental en el Distrito de Columbia en los Estados Unidos el 5 de marzo de 1975 y su primer boletín de investigación se produjo en febrero de 1976. IFPRI tiene oficinas en varios países en desarrollo, incluyendo Etiopía, India, y China, además de contar con investigadores que trabajan en muchos otros países del mundo.

### Áreas de Investigación
La estrategia institucional del IFPRI se basa en tres pilares: investigación, capacitación, y comunicación de políticas.
El IFPRI ha estudiado diversos temas como por ejemplo la baja productividad de cultivo y producción de animales, la degradación ambiental, la gestión del agua, las tierras frágiles, los derechos de propiedad, la acción colectiva, la intensificación de la producción agrícola sostenible, el impacto del cambio climático en los agricultores pobres, los problemas y oportunidades de la biotecnología, la seguridad alimentaria, la malnutrición por deficiencia de micronutrientes, los programas de microfinanzas, la seguridad alimentaria urbana, las problemáticas de género y desarrollo, y la distribución de recursos en los hogares.
El IFPRI también analiza las reformas del mercado agrícola, las políticas comerciales, las negociaciones de la Organización Mundial del Comercio en el contexto de la agricultura, la eficacia institucional, la diversificación de los cultivos y de los ingresos, las actividades de poscosecha y la agroindustria.
El instituto participa en la medición de los Objetivos de Desarrollo del Milenio de la ONU y apoya a los gobiernos en la formulación y aplicación de sus estrategias de desarrollo.
Próximos trabajos incluyen la investigación sobre sistemas de innovación agrícola y el papel de la capacitación en el desarrollo agrícola.

### Productos y Publicaciones
El IFPRI se dirige a una audiencia variada mediante sus productos de análisis de política e investigación. Esta incluye los políticos de países en desarrollo, organizaciones no gubernamentales (ONGs), organizaciones de la sociedad civil, "líderes de opinión", donantes, asesores y medios de comunicación.
Las publicaciones del IFPRI incluyen libros, informes de investigación, boletines informativos, resúmenes y hojas informativas. El IFPRI también participa en la recogida de datos primarios y la compilación y procesamiento de datos secundarios.
En 1993, El IFPRI presentó la Iniciativa de la Visión 2020, cuyo objetivo es coordinar y apoyar el debate entre gobiernos, organizaciones no gubernamentales, el sector privado, instituciones internacionales de desarrollo y otros elementos de la sociedad civil, con el fin de lograr la seguridad alimentaria para todos en el año 2020.
Desde 2006, el IFPRI produce el Índice Global del Hambre (GHI) que evalúa anualmente los progresos y retrocesos de los distintos países y regiones en la lucha contra el hambre. El GHI es una colaboración entre el IFPRI, la Welthungerhilfe y Concern Worldwide.
El IFPRI ha producido también el Índice del Hambre para los Estados de la India (Ishi) (2008) y el Índice Subnacional del Hambre para Etiopía (2009).

### Estructura del instituto
El IFPRI está compuesto por la Oficina del Director General, la División de Comunicaciones y la División de Finanzas y Gestión, así como otras 5 divisiones de investigación:
- Estrategias de Desarrollo y Gobernabilidad[17]
- Medio Ambiente y Tecnologías de Producción[14]
- Pobreza, Hambre y Nutrición[15]
- Conocimiento, capacidad e innovación[18]
- Mercados, Comercio e instituciones[16]

El IFPRI es la sede de varias redes de investigación:
- Indicadores de Ciencia y Tecnología Agrícola (ASTI por su sigla en inglés)
- Programa del CGIAR sobre Acción Colectiva y Derechos de Propiedad (CAPRi)[26]
- Harvest Plus[27]
- HarvestChoice

## Impacto
La evaluación de la investigación orientada hacia la política plantea muchos desafíos, como por ejemplo, la dificultad para cuantificar el impacto de los conocimientos e ideas en la reducción de la pobreza y/o el aumento de los ingresos, al igual que la atribución de un cambio en estas cifras a un estudio o proyecto específico de investigación.
A pesar de estos desafíos, los estudios demuestran que la investigación del IFPRI no sólo tiene efectos indirectos sobre la investigaciones específicas al nivel de los países, sino también en el establecimiento de la agenda política mundial, por ejemplo, en el área de biodiversidad (al influenciar el Tratado Internacional sobre los Recursos Fitogenéticos) y en materia de comercio (en relación con la Ronda de Doha para el desarrollo de las negociaciones comerciales).
Otro ejemplo del impacto del IFPRI sobre la formulación de políticas fue durante la crisis alimentaria mundial en 2007-2008. En ese entonces, el IFPRI fue capaz de realizar rápidamente investigaciones pertinentes, y sus recomendaciones consecuentes fueron incluidas integralmente en el Marco Amplio para la Acción de las Naciones Unidas en materia de seguridad alimentaria.

## Crítica
El CGIAR y sus organismos, incluido el IFPRI, han sido criticados por sus conexiones con los gobiernos occidentales y las empresas multinacionales de los agronegocios. Sin embargo sus publicaciones también han sido citadas por los críticos de la agroindustria y de los organismos modificados genéticamente (OMGs) en la agricultura. El IFPRI “no se pronuncia ni a favor ni en contra de los cultivos genéticamente modificados."